# Дикусар, Василий Васильевич
Васи́лий Васи́льевич Дикуса́р (30 декабря 1937 года, Одесса — 24 октября 2020, Москва) — советский и российский учёный, математик.

## Биография
Окончил МФТИ в 1966 году, аспирантуру МФТИ и МГУ (1969). Кандидат физико-математических наук (1970), тема диссертации: «Некоторые вариационные задачи динамики полёта в атмосфере при наличии ограничений». Доктор физико-математических наук (1982), тема диссертации: «Методика численного решения краевых вариационных задач для систем обыкновенных дифференциальных уравнений». Учёное звание — профессор по специальности вычислительная математика (1990). Член международной ассоциации франкоговорящих профессоров экономики, управления и смежных дисциплин Institut CEDIMES с 2011 года.
В 1963—1973 гг. работал в Центральном аэрогидродинамическом институте (город Жуковский). В 1970—2010 гг. работал на кафедре высшей математики Московского физико-технического института (МФТИ) по совместительству (профессором). В 1973—1988 гг. работал в Институте проблем управления РАН. Работал по совместительству в Московском государственном открытом университете. С 1988 года по 2018 г. работал в Вычислительном центре им. А. А. Дородницына РАН. В последнее время профессор кафедры прикладной математики и информатики в Московском гуманитарном университете.
Член учёных советов ВЦ РАН и ИПУ РАН.

## Научная деятельность
Основные научные результаты В. В. Дикусара:
1. В 1970 году впервые в CCCP и за рубежом решил задачу оптимального управления c нерегулярными смешанными ограничениями на примере задачи входа аппарата в атмосферу c учётом ограничений на величину полной перегрузки.
2. Предложил и разработал новый метод синтеза оптимального управления без использования уравнения Риккати.
3. Разработал методы оценки решений для плохо обусловленных задач билинейного, квадратичного и линейного программирования.
4. Предложил метод обобщённого продолжения решений по параметру для решения краевых задач на базе минимума расстояний до граничных условий.
5. Предложил и разработал обобщённые непрерывные аналоги методов типа Ньютона и градиентных методов для решения плохо обусловленных линейных систем.
6. Предложил методы численного интегрирования жёстких обыкновенных дифференциальных уравнений и сингулярно возмущённых систем за счёт управляющих параметров в явные разностные схемы. Указанные методы реализованы программно и могут моделировать разрывные решения.
7. Предложил конструктивные методы поиска оптимального управления в случае вырожденного принципа максимума.
8. Для решения плохо обусловленных линейных алгебраических систем предложил метод матричной регуляризации и метод продолжения решений по параметру.
9. Для определённых классов задач оптимального управления при наличии ограничений типа неравенств предложил различные методы оценки геометрии оптимальной траектории (множество активных индексов).
10. Разработал методику качественного и численного решения задач оптимального управления при наличии ограничений общего вида на базе схемы Дубовицкого-Милютина. Большое число решённых практических задач подтвердили эффективность разработанной методики.
11. Предложил полуаналитический метод для решения ряда нелинейных прикладных задач оптимального управления электротепловыми процессами.
12. Разработал методы оценки элементов матрицы Якоби при решении плохо обусловленных краевых задач обобщённым методом Ньютона.
13. Разработал методы идентификации коэффициентов обыкновенных дифференциальных уравнений детерминированных и стохастических систем в жёстком случае.
14. Разработал методы численного решения стохастических дифференциальных уравнений.
15. Предложил конструктивные методы поиска оптимальных траекторий в случае вырожденного принципа максимума.

## Преподавательская деятельность
В. В. Дикусар вёл большую педагогическую деятельность. В течение многих лет он преподавал в Московском физико-техническом институте (с 1970 по 2010 г.) и Московском государственном открытом университете. В последнее время является профессором кафедры прикладной математики и информатики в Московском гуманитарном университете.
Подготовил 18 кандидатов и 10 докторов наук.
Являлся руководителем научного семинара в ВЦ РАН «Особые случаи принципа максимума».
Неоднократно получал звание соросовского профессора.
Был приглашённым профессором в университетах Германии (Обервольвах, Мюнхен, Берлин, Гамбург); Швейцарии (Цюрих, Женева); Польши (Варшава, Радом, Кельце, Седлице).
В последнее время являлся научным консультантом кафедры высшей математики Радомского Политехнического института.

## Награды и признание
За свою многолетнюю полезную научную и педагогическую деятельность В. В. Дикусар награждён медалями КПРФ в честь 300-летия М.В. Ломоносова и в честь 50-летия со дня полёта Ю. А. Гагарина.

## Работы
Автор 130 научных работ и 2 научных изобретений. В том числе:
- Дикусар В. В. Задачи оптимального управления при наличии ограничений общего вида: учеб. пособие (для студентов 3-6 курсов и аспирантов). — Москва: МФТИ, 1983. — 62 с.
- Дикусар В. В., Милютин А. А. Качественные и численные методы в принципе максимума. — Москва: Наука, 1989. — 144 с. — ISBN 5-02-006573-0.
- Афанасьев А. П., Дикусар В. В., Милютин А. А., Чуканов С. А. Необходимое условие в оптимальном управлении. — Москва: Наука, 1990. — 318 с. — ISBN 5-02-006708-3.
- Дикусар В. В., Зеленков Г. А., Зубов Н. В. Робастная устойчивость по части координат. — Санкт-Петербург: НИИ Химии СПбГУ, 2009. — 234 с. — ISBN 978-5-85766-061-0.
- Абрамов А. П., Дикусар В. В. Нерегулярные точки в двусекторной экономической модели внешнего долга. // Дифференциальные уравнения (журнал), 33:12 (1997), 1587—1591
- Дикусар В. В., Зеленков Г. А., Зубов Н. В. Условия существования выпуклых множеств неустойчивых полиномов // Доклады академии наук. — 2009. — Т. 429, № 2. — С. 174—175.
- Дикусар В. В., Зеленков Г. А., Зубов Н. В. Условия существования выпуклых множеств неустойчивых полиномов // Доклады академии наук. — 2009. — Т. 429, № 2. — С. 174—175.
- Зубов А. В., Дикусар В. В., Зубов Н. В. Критерии управляемости стационарных систем // Доклады академии наук. — 2010. — Т. 430, № 1. — С. 13—14.
- Дикусар В. В., Вуйтович М. Оптимальное управление процессом электронагрева // Вестник Российского университета Дружбы народов. Серия: Информатика, Математика, Физика. — 2010. — Т. 2, № 2. — С. 120—123.
- Борунов В. П., Вуйтович М., Дикусар В. В. Нелинейные задачи оптимального управления процессами электромагнитного нагрева при наличии ограничений. — Москва: ВЦ РАН, 2010. — 220 с. — ISBN 978-5-91601-023-7.
- Dikusar V. V., Zubov A. V., Zubov N. V. Structural minimization of stationary control and observations systems // Journal of computer and systems sciences international. — 2010. — Т. 49, № 4. — С. 524—528.
- Дикусар В. В. Двухсекторная динамическая модель в международной торговле // Труды Института системного анализа Российской академии наук : Динамика неоднородных систем. — Москва: URSS, 2010. — Т. 53, вып. 14. — С. 157—176.
- Дикусар В. В. Стохастическая модель конкуренции двух биологических типов // Труды Института системного анализа Российской академии наук : Динамика неоднородных систем. — Москва: URSS, 2010. — Т. 50 (1). — С. 229—236.
- Дикусар В. В., Оленёв Н. Н., Моллаверди Н. Распределённые вычисления в идентификации многопараметрической динамической модели региональной экономики // VI Всероссийская научная конференция «Математическое моделирование развивающейся экономики, экологии и биотехнологий», ЭКОМОД-2011. Г. Киров, 27 июня-3 июля 2011 : Сборник трудов[3]. — Киров: Изд-во ВятГУ, 2011. — С. 145—153.
- Дикусар В. В., Оленёв Н. Н. Оптимальное управление линейными системами с нерегулярными смешанными ограничениями и определение геометрии оптимальной траектории при помощи распределённых вычислений // Advanced Science. — Киров: ВятГУ, 2012. — Т. 1 (1), № 2. — С. 94—110.

Василий Васильевич является ответственным редактором трудов:
- Исследование операций (модели, системы, решения): Посв. памяти Ю. П. Иванилова (1931—1995) = / Ответственный редактор: д.ф.-м.н., профессор В. В. Дикусар. — Москва: ВЦ РАН, 1996. — 157 с.
- Беликов В., Гживачевски М., Урбаньский А., Филатова Д. Вопросы идентификации моделей управления с агрегированным выходом = / Ответственный редактор: д.ф.-м.н., профессор В. В. Дикусар. — Москва: МФТИ, 2004. — 130 с.
- В. Беликов, М. Гживачевски, А. Урбаньский, Д. Филатова. Методика численного решения стохастических дифференциальных уравнений и вопросы идентификации параметров = / Ответственный редактор: д.ф.-м.н., профессор В. В. Дикусар. — Москва: МФТИ, 2004. — 122 с.